# Вишњићево
Вишњићево (слч. Višnitevo, Višničovo) је насеље у општини Шид, у Сремском округу, у Србији. Према попису из 2022. било је 1398 становника.
Између два светска рата је село Грк, у коме је живео и умро Филип Вишњић, добило име Вишњићево. На сеоском гробљу се налази гроб и споменик Филипу Вишњићу, од 1997. године представља непокретно културно добро као знаменито место.
Овде се налази црква Светог Николе, која припада Епархији сремској СПЦ.

## Демографија
У насељу Вишњићево живи 1496 пунолетних становника, a просечна старост становништва износи 39,0 година (37,7 код мушкараца и 40,3 код жена). У насељу има 635 домаћинстава, а просечан број чланова по домаћинству је 2,99.
Ово насеље је великим делом насељено Србима (према попису из 2002. године), а у последња три пописа, примећен је пад у броју становника.
|  |

| Демографија | Демографија | Демографија |
| Година      | Становника  | Становника  |
| ----------- | ----------- | ----------- |
| 1948.       | 1.971       |             |
| 1953.       | 2.111       |             |
| 1961.       | 2.169       |             |
| 1971.       | 2.318       |             |
| 1981.       | 2.030       |             |
| 1991.       | 1.963       | 1.951       |
| 2002.       | 1.899       | 1.976       |

| Етнички састав према попису из 2002.‍ | Етнички састав према попису из 2002.‍ | Етнички састав према попису из 2002.‍ | Етнички састав према попису из 2002.‍ | Етнички састав према попису из 2002.‍ |
| ------------------------------------ | ------------------------------------ | ------------------------------------ | ------------------------------------ | ------------------------------------ |
|                                      |                                      |                                      |                                      |                                      |
| Срби                                 | Срби                                 |                                      | 1.774                                | 93,41%                               |
| Словаци                              | Словаци                              |                                      | 52                                   | 2,73%                                |
| Југословени                          | Југословени                          |                                      | 21                                   | 1,10%                                |
| Хрвати                               | Хрвати                               |                                      | 8                                    | 0,42%                                |
| Руси                                 | Руси                                 |                                      | 2                                    | 0,10%                                |
| Русини                               | Русини                               |                                      | 1                                    | 0,05%                                |
| Немци                                | Немци                                |                                      | 1                                    | 0,05%                                |
| Муслимани                            | Муслимани                            |                                      | 1                                    | 0,05%                                |
| Мађари                               | Мађари                               |                                      | 1                                    | 0,05%                                |
| непознато                            | непознато                            |                                      | 3                                    | 0,15%                                |

| Година пописа     | 1948. | 1953. | 1961. | 1971. | 1981. | 1991. | 2002. |
| ----------------- | ----- | ----- | ----- | ----- | ----- | ----- | ----- |
| Број домаћинстава | 478   | 543   | 576   | 642   | 628   | 631   | 635   |

| Број чланова      | 1   | 2   | 3   | 4   | 5  | 6  | 7 | 8 | 9 | 10 и више | Просек |
| ----------------- | --- | --- | --- | --- | -- | -- | - | - | - | --------- | ------ |
| Број домаћинстава | 145 | 140 | 109 | 127 | 64 | 39 | 7 | 3 | 0 | 1         | 2,99   |

| Пол    | Укупно | Неожењен/Неудата | Ожењен/Удата | Удовац/Удовица | Разведен/Разведена | Непознато |
| ------ | ------ | ---------------- | ------------ | -------------- | ------------------ | --------- |
| Мушки  | 761    | 264              | 438          | 29             | 25                 | 5         |
| Женски | 807    | 155              | 447          | 184            | 20                 | 1         |
| УКУПНО | 1.568  | 419              | 885          | 213            | 45                 | 6         |

| Пол    | Укупно                    | Пољопривреда, лов и шумарство | Рибарство                            | Вађење руде и камена | Прерађивачка индустрија       |
| ------ | ------------------------- | ----------------------------- | ------------------------------------ | -------------------- | ----------------------------- |
| Мушки  | 452                       | 318                           | 0                                    | 0                    | 33                            |
| Женски | 182                       | 119                           | 0                                    | 0                    | 15                            |
| УКУПНО | 634                       | 437                           | 0                                    | 0                    | 48                            |
| Пол    | Производња и снабдевање   | Грађевинарство                | Трговина                             | Хотели и ресторани   | Саобраћај, складиштење и везе |
| Мушки  | 1                         | 15                            | 10                                   | 12                   | 21                            |
| Женски | 0                         | 0                             | 20                                   | 5                    | 1                             |
| УКУПНО | 1                         | 15                            | 30                                   | 17                   | 22                            |
| Пол    | Финансијско посредовање   | Некретнине                    | Државна управа и одбрана             | Образовање           | Здравствени и социјални рад   |
| Мушки  | 6                         | 0                             | 14                                   | 5                    | 2                             |
| Женски | 0                         | 1                             | 2                                    | 6                    | 9                             |
| УКУПНО | 6                         | 1                             | 16                                   | 11                   | 11                            |
| Пол    | Остале услужне активности | Приватна домаћинства          | Екстериторијалне организације и тела | Непознато            | Непознато                     |
| Мушки  | 6                         | 0                             | 0                                    | 9                    | 9                             |
| Женски | 2                         | 0                             | 0                                    | 2                    | 2                             |
| УКУПНО | 8                         | 0                             | 0                                    | 11                   | 11                            |

## Спорт
- ФК Хајдук Вишњићево, клуб основан 1925. који се тренутно такмичи у ПФЛ Сремска Митровица.